# Camelops
Camelops (dal greco, "simile al cammello") è un genere estinto di Camelidi apparso in Nord America circa 45 milioni di anni fa e spostatosi in Eurasia ed Africa fra i 2 ed i 3 milioni di anni fa, al contrario di molte specie animali che fecero il percorso inverso.
È più strettamente collegato al dromedario e al cammello bactriano selvatico, che ai camelidi del Sud America come guanaco, vigogna, alpaca e lama.

## Descrizione
Questi animali vengono spesso rappresentati con una gobba sul dorso come i loro discendenti africani ed asiatici, ma a causa della deteriorabilità dei tessuti non si sa se Camelops possedesse effettivamente la gobba di tessuto adiposo oppure ne fosse sprovvisto come i camelidi sudamericani.
Camelops hesternus, la specie tipo, era leggermente più alto dei moderni cammelli, misurando 210 cm al garrese.

## Biologia

### Alimentazione
I residui vegetali trovati fra i denti di questi animali suggeriscono che le specie del genere Camelops fossero erbivore opportuniste, ossia si nutrivano di qualsiasi tipo di vegetale, proprio come i moderni camelidi.

## Storia evolutiva
Il genere apparve nel Pliocene, per poi estinguersi alla fine del Pleistocene senza un motivo apparente, assieme a numerose specie native di cavalli selvatici e mastodonti.

## Tassonomia
Sono state identificate le seguenti specie:
- Camelops hesternus
- Camelops huerfanensis
- Camelops kansanus
- Camelops minidokae
- Camelops sulcatus
- Camelops traviswhitei